# Adonara (Sprache)
Adonara ist eine auf den Inseln Adonara und Solor östlich von Flores gesprochene Sprache. Sie gehört zu den zentral-östlichen-malayo-polynesischen Sprachen der malayo-polynesischen Sprachen innerhalb der austronesischen Sprachen.